# Gerardo Blyde
Gerardo Blyde Pérez (Caracas, Venezuela, 23 de marzo de 1964) es un político y abogado venezolano, fue alcalde del Municipio Baruta de Caracas. Blyde es el jefe de la delegación de la Plataforma Unitaria durante las negociaciones políticas entre la misma y el Gobierno venezolano.

## Biografía
Es abogado, egresado de la Universidad Católica Andrés Bello en 1988. Salta a la arena pública en febrero de 1999, cuando demanda el Decreto presidencial con el que Hugo Chávez, apenas juramentado en su cargo como presidente, llamó a un referéndum consultivo para convocar una Asamblea Nacional Constituyente y que lo autorizara además a fijar las bases del proceso electoral. Su                       recurso, inédito en Venezuela, fue declarado con lugar por la Sala Político Administrativa de la Corte Suprema de Justicia, que anuló la segunda pregunta del referendo y ordenó al CNE reformular las bases que rigieron todo el proceso.
En 1999, se postuló como candidato independiente a la Asamblea Nacional Constituyente. Logró casi un millón de votos, para quedar de número 25 en un cupo para 24 postulados. Poco después se unió al partido Primero Justicia, del cual fue secretario general por dos años. En 2000, con alrededor del 70%, se convirtió en el diputado con el mayor porcentaje de votos en Venezuela, por el circuito uninominal Chacao, Baruta y El Hatillo, cargo que ejerció hasta el 2006. Durante sus cinco años en la Asamblea Nacional, ocupó la Jefatura del grupo parlamentario de Primero Justicia, fue presidente de la subcomisión de Seguimiento de Proyectos de la Comisión Ordinaria de Legislación y miembro de las comisiones permanentes de Defensa, Política Interior, Justicia, Derechos Humanos y Garantías Constitucionales, entre otras. 
Poco después de dejar la Asamblea Nacional en 2005, integró junto a un grupo de constitucionalistas, la Comisión Técnica de la Unidad Democrática para el estudio de la Modificación Constitucional, con miras al referéndum de 2007, propuesto por el presidente Chávez y en el cual fue derrotado el 2 de diciembre de aquel año. En diciembre de 2006, Blyde se unió con otros dirigentes de Primero Justicia. Agrupados bajo la denominación de Primero Justicia Popular un grupo disidente que se separó del partido y se fusiona en 2007 con Un Nuevo Tiempo, con su nuevo partido también se convierte en secretario general. En 2008 anunció su candidatura a la alcaldía de Baruta. En las elecciones de noviembre de ese año, batió récord una vez más, y se convirtió, con más del 83% de los votos, en el alcalde con mayor respaldo en las urnas en todo el país.
Blyde fue proclamado Alcalde de Baruta el primero de diciembre de 2008 y, de inmediato, tuvo que atender y resolver la grave emergencia provocada por los más de 690 derrumbes que ocasionaron las fuertes lluvias que azotaron al país, sin duda, la peor tragedia natural del municipio. Paralelamente a los trabajos de estabilización, Blyde centró sus primeros esfuerzos en mejorar sustancialmente la seguridad y la recolección de basura, los dos principales problemas de Baruta. Es articulista del diario El Universal desde 1999. Durante un año, complementó su experiencia como comunicador a través de un programa de radio que se transmitió desde el 2007 hasta principios del 2008, por la emisora Mágica, en el cual entrevistó a personalidades como: Soledad Bravo, Jacobo Borges, Laureano Márquez, Germán Carrera Damas, Teodoro Petkoff, Leopoldo Castillo y Pedro León Zapata, entre otros. Gerardo Blyde fue profesor de Derecho Constitucional en el pregrado de la Universidad José María Vargas (2000-2003) y profesor de Derecho Procesal Constitucional en el Doctorado de la Universidad Santa María. El 8 de diciembre de 2013 fue reelecto Alcalde del Municipio Baruta por la Mesa de la Unidad Democrática ganándole el conductor de televisión y candidato del PSUV, Winston Vallenilla.

### Plataforma Unitaria
El 13 de agosto de 2021 Blyde participa en el diálogo entre la Plataforma Unitaria (que incluye al gobierno interino de Juan Guaidó) y el gobierno de Nicolás Maduro en la Ciudad de México con la firma de un "memorándum de entendimiento" inicial como delegado Gerardo Blyde (opositor) y de Jorge Rodríguez Gómez (Chavista) ante la presencia de Dag Nylander, principal representante del Reino de Noruega,
En noviembre de 2022 después de un año regresaron al diálogo el gobierno presidida por Jorge Rodríguez Gómez y la Plataforma Unitaria presidida por Gerardo Blyde, reunidos el día 26 en la Ciudad de México

#### Acuerdo de Barbados 2023
El 17 de octubre de 2023 el Gobierno de Maduro y la Plataforma Unitaria después de un año paralizadas las conversaciones en México firman en Bridgetown (Barbados) dos acuerdos provisionales sobre «la promoción de derechos políticos y garantías electorales para todos» y «la protección de los intereses vitales de la Nación».  Las delegaciones, representadas respectivamente por Jorge Rodríguez y Gerardo Blyde y acompañadas por representantes diplomáticos de Noruega, Barbados, Rusia, Países Bajos, Colombia, México y Estados Unidos, pactaron puntos como el respeto al derecho de cada actor político de seleccionar a su candidato a las elecciones presidenciales, la concreción de garantías electorales, y la realización de los comicios presidenciales en el segundo semestre de 2024.
Jorge Rodríguez Gómez expresa en Barbados durante una rueda de prensa de los acuerdos del diálogo y trasmitida por Venezolana de Televisión que las primarias es algo minúsculo con poca trasendencia que es algo interno de cada organización política, que es una decisión autóctona por decir autónoma posteriormente trató de minucia. Este hecho fue recodado por Carlos Vecchio a través de su cuenta Twitter el día 26 de octubre.  Posteriormente a fines de noviembre el jefe de la delegación de la Plataforma Unitaria para la Negociación, Gerardo Blyde reafirmó que lo que ha quedado establecido en los Acuerdos de Barbados es que el 30 de noviembre vencerá el lapso para definir el mecanismo o la fórmula que permita las habilitaciones políticas de cualquier candidato presidencial que esté inhabilitado.
Por lo que el gobierno de Nicolás Maduro entre intrigas deja ver una salida para los candidatos inhabilitados referenciando al “procedimiento para la revisión de medidas de inhabilitación acordadas por la Contraloría General de la República” de acudir de forma individual entre el 1 y el 15 de diciembre al TSJ a la Sala Político-Administrativa del Tribunal Supremo de Justicia (TSJ) para solicitar la revocación de su inhabilitación política. Noruega informó que en el marco de los acuerdos firmados en Barbados por la Plataforma Unitaria y el gobierno, se acordó un procedimiento para la revisión de las inhabilitaciones políticas impuestas por la Contraloría General de la República.